# Molnár Béla (újságíró)

Molnár Béla (Pest, 1868. április 21. – Budapest, Józsefváros, 1950. május 12.) hírlapíró, közgazdasági író, háztulajdonos.

## Élete
Nemes Molnár Endre 1848-49-as honvéd, Pest fővárosi bizottsági, kereskedelmi s iparkamarai tag, több pénzintézet igazgatója és Helmer Borbálának fia. Pesten született, ahol apja a józsefvárosi politikai életben vezérszerepet vitt. Középiskolai és jogi tanulmányait Budapesten végezte, közben apjával beutazta Olasz- és Németországot, majd a chicagói kiállítás alkalmával Észak-Amerikát. A főváros társadalmi életében, így a Pannonia evezős club megalapításában is részt vett.
Első cikkeit Gömöri névvel irta; majd az Országos Hirlap közgazdasági rovatánál dolgozott; írt politikai cikkeket a Hazánk, Nemzeti Hirlap és Magyar Nemzetbe; majd a publicisztikai és közgazdasági téren munkálkodott.
Halálát szívgyengeség, szívtúltengés, idült tüdőtágulás és combnyaktörés okozta.

## Munkái
- A polgári házasság vezérczikkekben. A magyar sajtó nyilatkozata 1893. decz. 3. Bpest, 1893 (a hirlapirók nyugdíjintézete javára)
- Hirlapirás és a millennium. Bpest, 1893 (A Budapesten tartandó hirlapíró-congressus terjesztésére. Megjelent júl. 13. a Nemzetben is)